# سوس هایراپتیان
سوس هایراپتیان (ارمنی: Սոս Հայրապէտյան زاده ۱۲ سپتامبر ۱۹۵۹ در ایروان) بازیکن هاکی روی چمن اهل ارمنستان است
وی در بازی‌های المپیک تابستانی ۱۹۸۰ در ترکیب تیم ملی هاکی روی چمن اتحاد شوروی به مقام سوم رسید.